# Sevenig bei Neuerburg
Pour les articles homonymes, voir Sevenig.
Sevenig bei Neuerburg est une municipalité allemande située dans le land de Rhénanie-Palatinat et l'arrondissement d'Eifel-Bitburg-Prüm.